# 제24회 금마장
제24회 금마장의 시상식에 관한 내용이다.

## 수상 및 후보

### 작품상
- 도초인 - 왕동 수상

### 감독상
- 도초인 - 왕동 수상

### 남우주연상
- 가을 날의 동화 - 주윤발 수상

### 여우주연상
- 연지구 - 매염방 수상

### 남우조연상
- 우마 수상

### 여우조연상
- 임산여 수상